# 富士見川越バイパス
富士見川越バイパス（ふじみかわごえバイパス）は、埼玉県富士見市下南畑交差点から同県川越市小仙波交差点に至る国道254号のバイパス道路である。

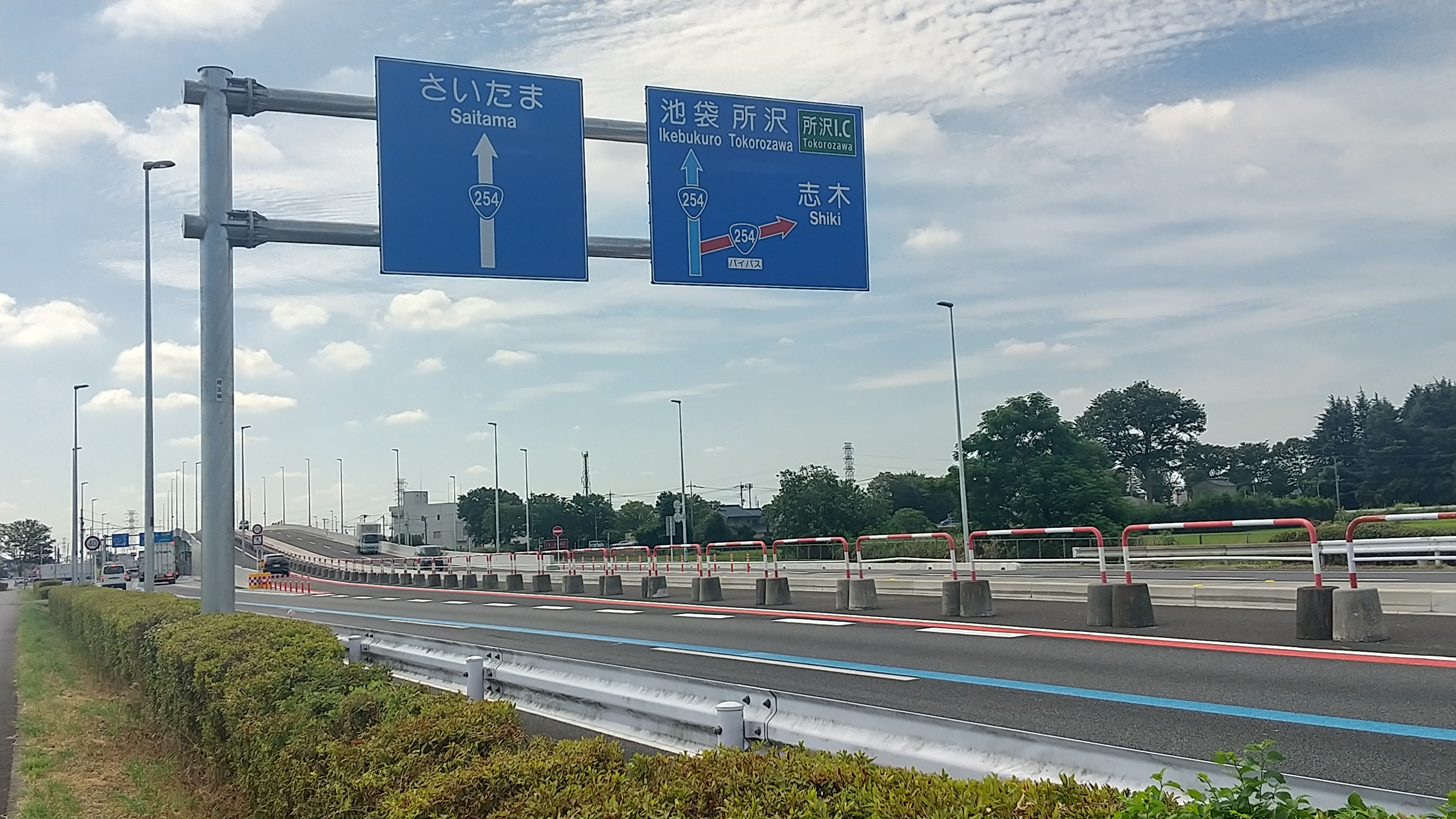
富士見市下南畑付近（バイパス起点）

## 概要
国道254号（川越街道）の混雑緩和を目的に1977年（昭和52年）6月に着工。1981年（昭和56年）8月1日に『富士見川越有料道路』として供用開始された。2009年（平成21年）7月31日に28年間の料金徴収期間が満了し、翌8月1日午前0時から全区間無料開放され、現在の名称に変更された。
立体交差を基本として信号機を少なくする構造を採用し、川越街道経由に比べ平均所要時間を約15分短縮する効果がある。
都市計画決定以前の段階では、片側3車線とした地上一般部に加え、片側2車線とした高架構造の専用部（首都高速道路）を設ける構想があった。
有料道路時代の償還対象区間は、木野目（北）交差点より南側とし、木野目（北）交差点 - 小仙波交差点は無料開放されていた。

### 路線データ
- 路線名：一般国道254号
- 起点：埼玉県富士見市下南畑
- 終点：埼玉県川越市大字木野目
- 延長：8.0 km
- 規格：第3種第2級
- 車線数：4車線
- 車線幅員：3.25 m
- 設計速度：60 km/h
- 工事期間：1977年（昭和52年）10月7日から1981年（昭和56年）7月31日まで
- 開通年月日：1981年（昭和56年）8月1日
- 事業費：約108億円

### 制限速度
一般道法定速度である60 km/hであるが、下南畑交差点の直前では40 km/hと標示されている。道路構造が高規格であり、最高速度を上回る速度で走っている車両も多い。このためしばしば白バイ・覆面パトカー・移動式オービスによる速度取締りが実施される。

## 歴史

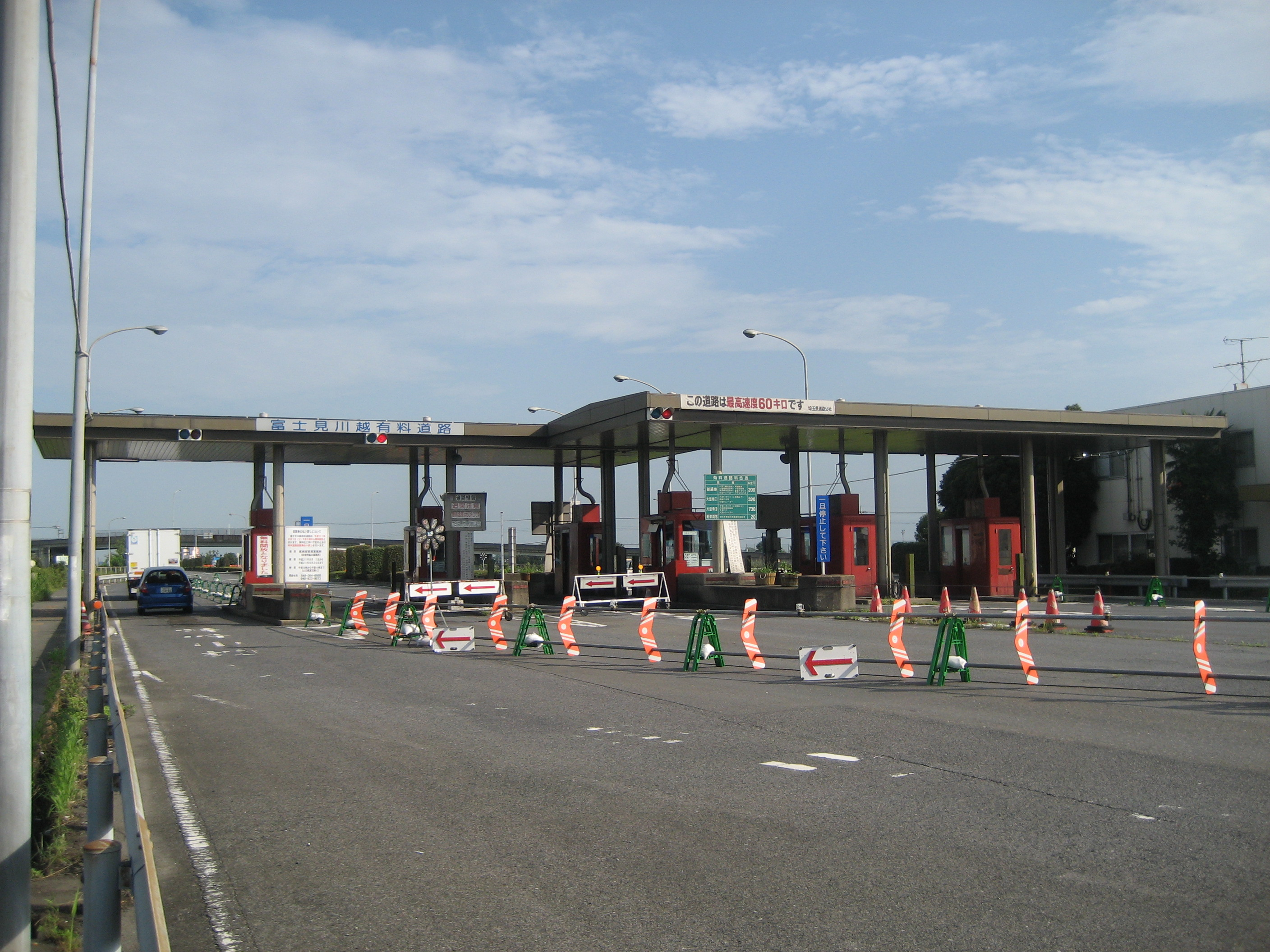
勝瀬料金所（現在は撤去）

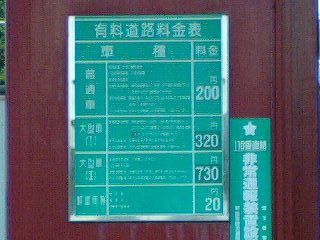
無料化直前の料金表

### 有料時代
1日当たりの通行台数は、1993年度（平成5年度）の約1万5400台（達成率101.5%、料金収入約313万3千円）をピークに、2008年度（平成20年度）は約9200台（達成率49.1%、料金収入約183万4千円）と低迷した。2008年（平成20年）末までに約1億1700万台が利用したが、通行料金収入だけでは建設資金を満額回収出来ず、約21億円の赤字が見込まれていたことから、埼玉県は2009年度（平成21年度）予算で事業清算に伴う補助金21億円を計上し、執行されている。

#### 通行料金
勝瀬料金所（富士見市）1ヶ所で徴収されていた。
- 普通車：200円[注釈 2]
- 大型車（1）：320円[注釈 3]
- 大型車（2）：730円[注釈 4]
- 軽車両等：20円[注釈 5]

### 無料開放後
道路管理者が埼玉県道路公社から埼玉県川越県土整備事務所に変更され、2010年（平成22年）3月31日まで利用しなかった回数券の払戻しを実施したほか、勝瀬料金所の撤去や道路標識に「R254バイパス」などの表記が追加された。
また1日当たりの交通量は、無料開放前は2008年度（平成20年度）の約9,200台から無料開放後の2009年（平成21年）9月時点で約3.5倍の32,000台に増加した。

### 年表
- 1977年（昭和52年）10月7日：着工
- 1981年（昭和56年）8月1日：供用開始
- 2009年（平成21年）
  - 7月31日：料金償還完了
  - 8月1日：無料開放

## 地理

### 通過する自治体
- 埼玉県
  - 富士見市 - ふじみ野市 - 川越市

### 交差する道路
| 交差する道路                              | 交差点名                     | 交差点名   |
| ----------------------------------------- | ---------------------------- | ---------- |
| 国道254号（和光富士見バイパス）・志木方面 |                              |            |
| 国道463号・国道254号（浦和所沢バイパス）  | 下南畑（旧：富士見有料入口） | 富士見市   |
| 埼玉県道334号三芳富士見線                 | ※立体交差                    | 富士見市   |
| 埼玉県道272号東大久保ふじみ野線           | ※立体交差                    | ふじみ野市 |
| 埼玉県道56号さいたまふじみ野所沢線        | 渋井                         | 川越市     |
| 埼玉県道335号並木川崎線                   | 木野目※立体交差              | 川越市     |
| 埼玉県道336号今福木野目線                 | 木野目（北）                 | 川越市     |
| 国道16号（川越バイパス）・八王子方面      |                              | 川越市     |
| 埼玉県道15号川越日高線                    | 小仙波                       | 川越市     |
| 国道254号（川越バイパス）・東松山方面     |                              |            |

### 沿線の施設
| 施設                                               | 所在地     |
| -------------------------------------------------- | ---------- |
| 三浦病院                                           | 富士見市   |
| イムス富士見総合病院                               | 富士見市   |
| 富士見市立諏訪小学校                               | 富士見市   |
| 富士見市民文化会館 キラリ☆ふじみ                   | 富士見市   |
| 富士見市役所                                       | 富士見市   |
| 東消防署                                           | 富士見市   |
| ららぽーと富士見                                   | 富士見市   |
| 衛生組合富士見環境センター                         | 富士見市   |
| 富士見市立勝瀬中学校                               | 富士見市   |
| ふじみ野市立さぎの森小学校                         | ふじみ野市 |
| エコパ（ふじみ野・三芳町環境センター余熱利用施設） | ふじみ野市 |
| 上福岡総合病院                                     | ふじみ野市 |
| ふじみ野市立花の木中学校                           | ふじみ野市 |
| 小江戸はつかり温泉                                 | 川越市     |
| 城北埼玉中学・高等学校                             | 川越市     |

## ギャラリー

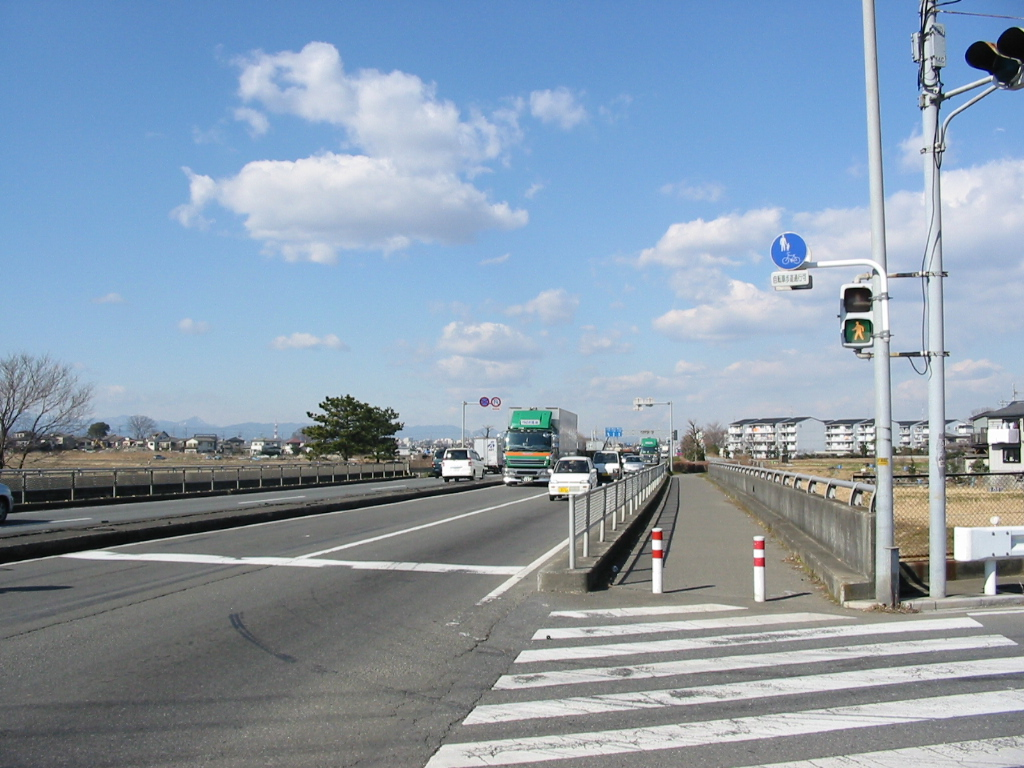
川越市古市場付近
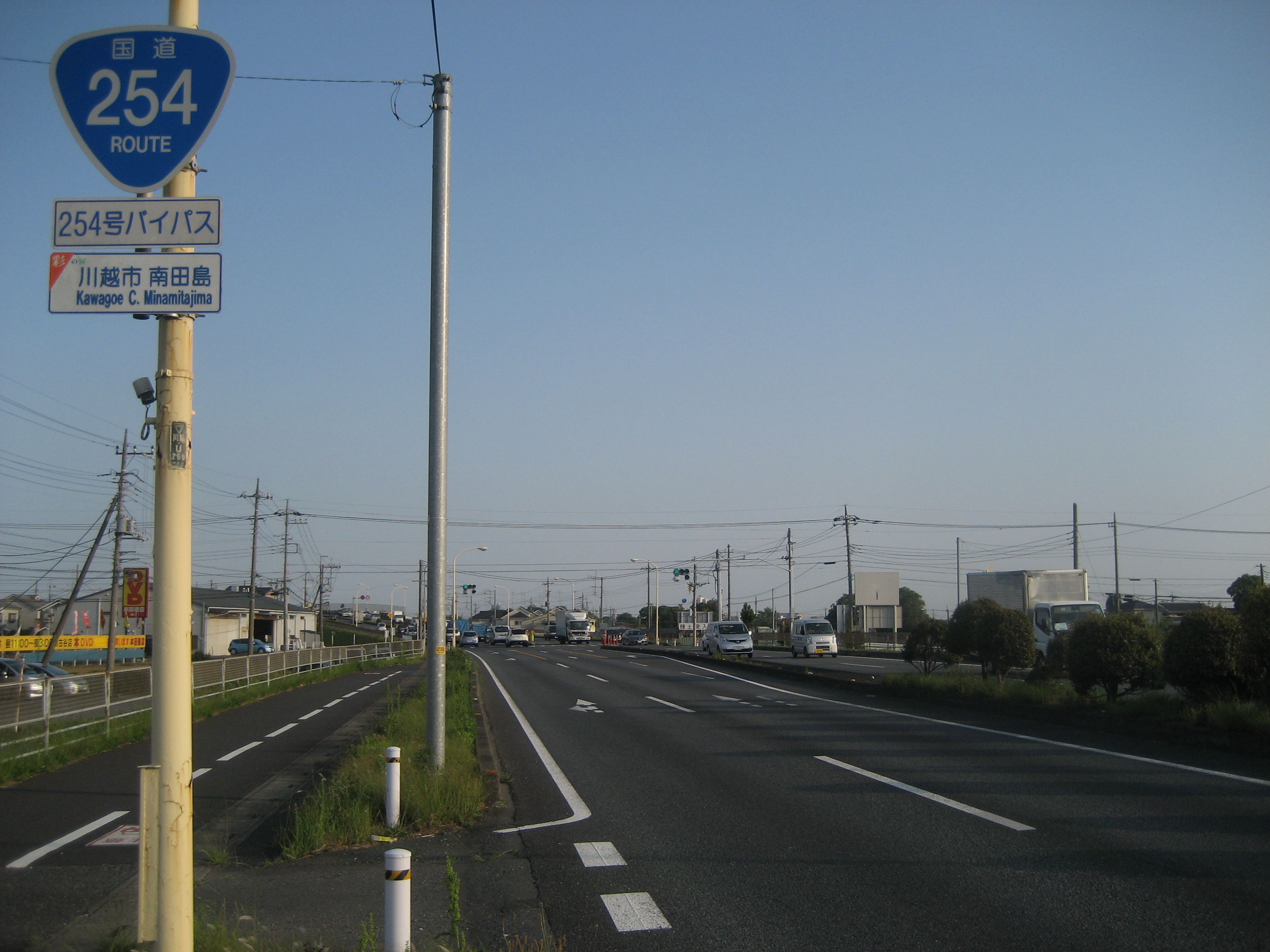
川越市南田島付近
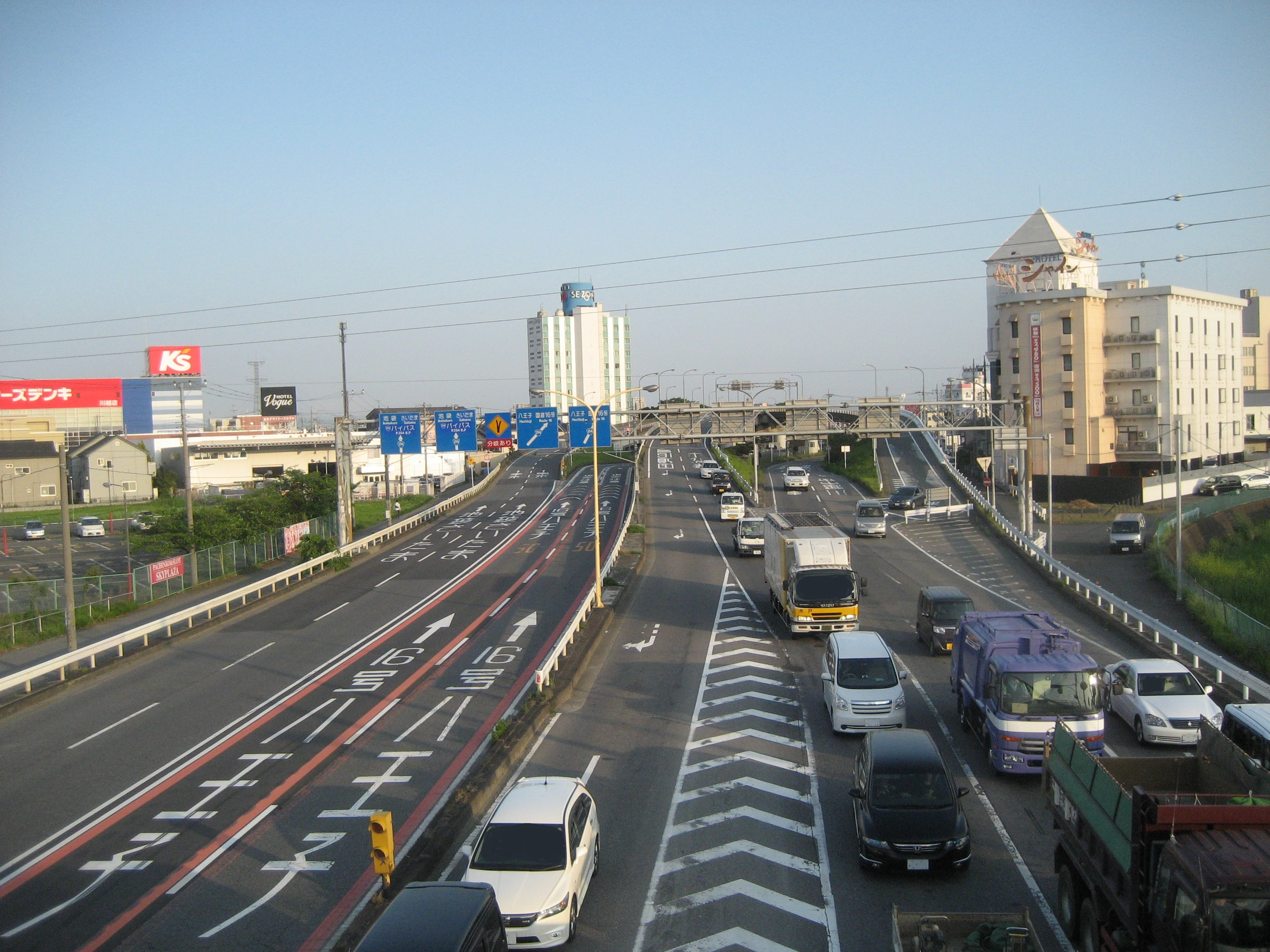
川越市小仙波交差点 （バイパス終点）

## 接続するバイパスの位置関係
（東京方面）和光富士見バイパス / 浦和所沢バイパス - 富士見川越バイパス - 川越バイパス（松本方面）